# Mars 1795
Cette page présente les faits marquants du mois de mars 1795.

## Événements
- France : crise de subsistance qui fait craindre une journée populaire à Paris.

- 5 mars (15 ventôse an III), France :
  - le futur Maréchal d'Empire Louis-Alexandre Berthier est nommé général de brigade.
  - Bataille de la Ville-Mario.

- 14 mars (24 ventôse an III) : bataille de Gênes[1].

- 18 mars (28 ventôse an III) : bataille de Chalonnes.

- 21 mars (1er germinal an III), France : sur le rapport de Sieyès, la Convention adopte une loi de police destinée à permettre la réquisition de la garde nationale ou de l'armée pour protéger l'assemblée contre les « séditieux ».

- 22 mars (2 germinal an III), France : bataille de Saint-Florent-le-Vieil.

- 30 mars (10 germinal an III), France : combat de la Gemmerie.

## Naissances
- 23 mars : Bernt Michael Holmboe (mort en 1850), mathématicien norvégien.

## Décès
- 9 mars : John Walsh, scientifique britannique